# Луцький Мирон Михайлович
Миро́н Миха́йлович Лу́цький (29 вересня 1891, с. Лука, нині Новокалинівська міська громада, Самбірський район, Львівська область, Україна — 10 березня 1961, м. Торонто, Канада) — український галицький військовий, політичний (хлібороб-суспільник), кооперативний і громадський діяч. Молодший брат Остапа Луцького.

## Життєпис
Народився 1891 року в селі Лука Самбірського повіту.
Голова українського товариства в Галичині «Сільський господар» (1936—1939 рр.). Син власника маєтку в с. Лука Самбірського повіту, здобув вищу освіту.
Сотник УГА в 1918—1920 рр., начальник (шеф) штабу: Групи «Схід» (наприкінці 1918 р., до створення 1-ї бригади УСС; командант — сотник Осип Букшований), 1-ї бригади УСС. Начальник оперативного відділу 2-ї бригади Червоної УГА.
У міжвоєнному Львові: діяльний в УНДО, голова Крайового товариства «Сільський господар» (1930—1939), заступник голови Львівської хліборобської палати (1933—1939). У 1941—1943 роках — директор Цукрового Тресту України.
Офіцер батальйону «Нахтігаль». У грудні 1943 р. очолював делегацію ОУН(б) на переговорах з угорцями (таємно від гітлерівців); прибули до Будапешта угорським літаком, переодягнені в угорських солдатів. З угорського боку брав участь шеф ГШ, порозумілися про нейтралітет.
Від 1944 року — у Західній Європі, від 1948 — у Торонто, де помер.